# Starrnadeladapter
Starrnadeladapter dienen der Prüfung von elektronischen Baugruppen. Sie ermöglichen durch dünne Starrnadeln das Kontaktieren von feineren Strukturen auf bestückten und unbestückten Leiterplatten als es mit einem konventionellen Adapter mit Federstiften möglich ist. Weiterhin ermöglichen Starrnadeladapter auch das Kontaktieren hochpoliger Mikrostecker, indem der Adapter über das Gehäuse in den Stecker geführt wird und dort die Starrnadeln den Stecker kontaktieren.

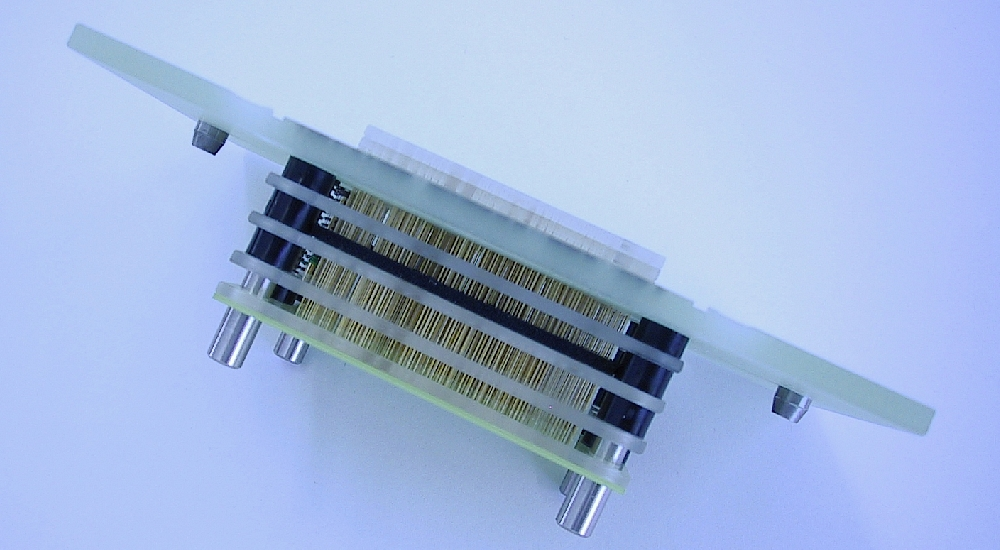
Starrnadeladapter

## Aufbau

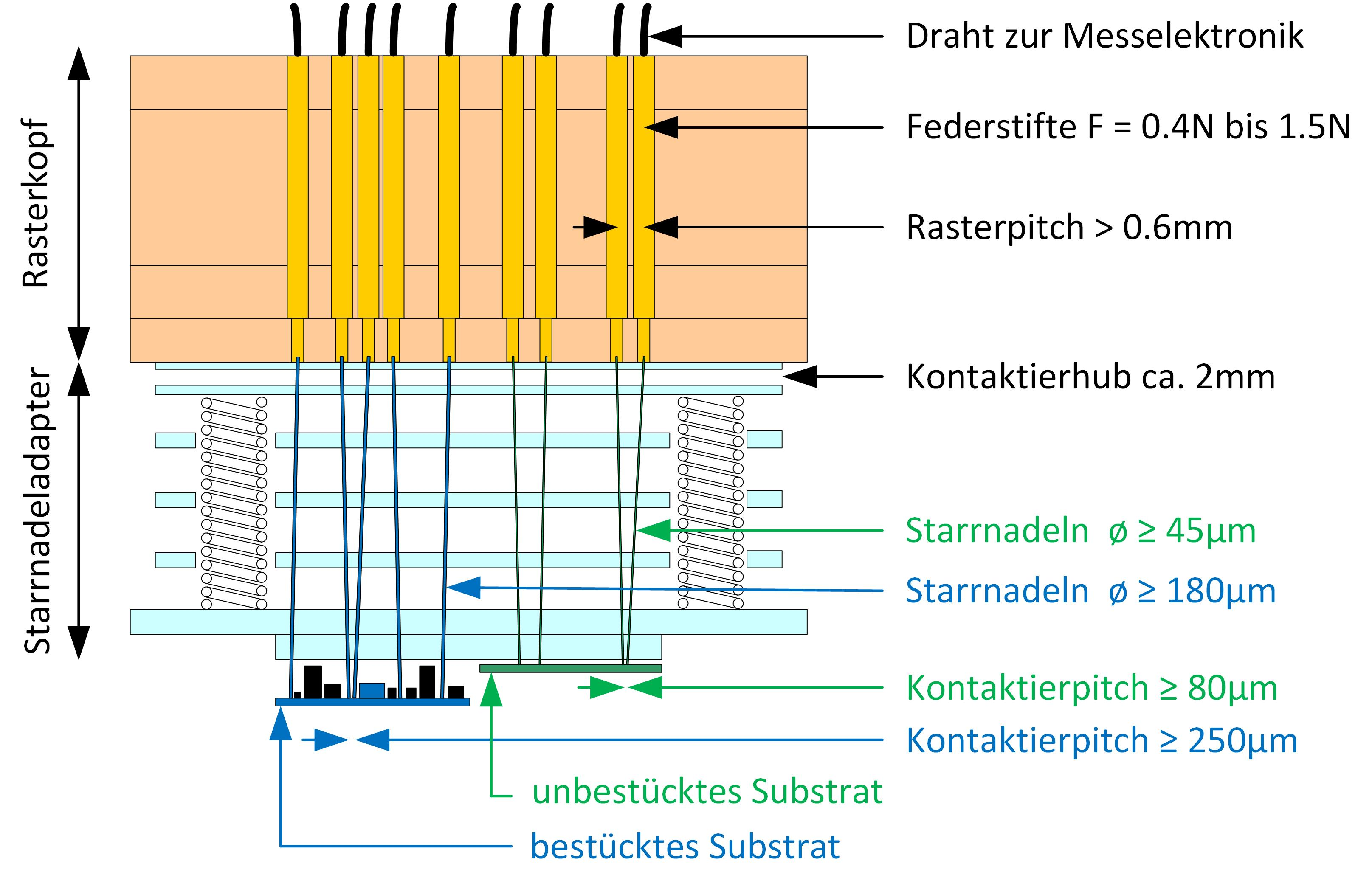
Mögliche Funktionsweise eines Starrnadeladapters

Im Starrnadeladapter werden in mehreren Adapterplatten geführte Starrnadeln vom Rasterkopf zu einem Kontaktierpunkt (Prüfpad) ausgelenkt. Beim Kontaktieren wird der Adapter in einer bestimmten Adapterhöhe um diesen Kontaktierhub komprimiert. Die Starrnadeln werden dabei um diesen Hub in die entsprechenden Federstifte (Pogo-Pins) im Rasterkopf gepresst, wodurch die Kontaktierkraft aufgebaut wird. Über diese Führungsplatten können sie um 2 bis 3 mm ausgelenkt werden, wodurch auf dem Prüfling Kontaktpitches bis herab zu 80 µm kontaktiert werden können.
Im Rasterkopf ist pro Testpunkt ein Federkontaktstift eingebettet. Diese Federstifte werden in einem Raster angeordnet (daher auch der Name), so dass eine möglichst große Prüfdichte erreicht wird. Feine Rasterköpfe können so ein 0,6-mm-Raster mit bis zu 280 Federstiften/cm² aufweisen. Bei einem Kontaktierhub von etwa 2,5 mm wirken je nach Federstift Kräfte von 0,4 N bis 1,5 N pro Kontaktierpunkt.

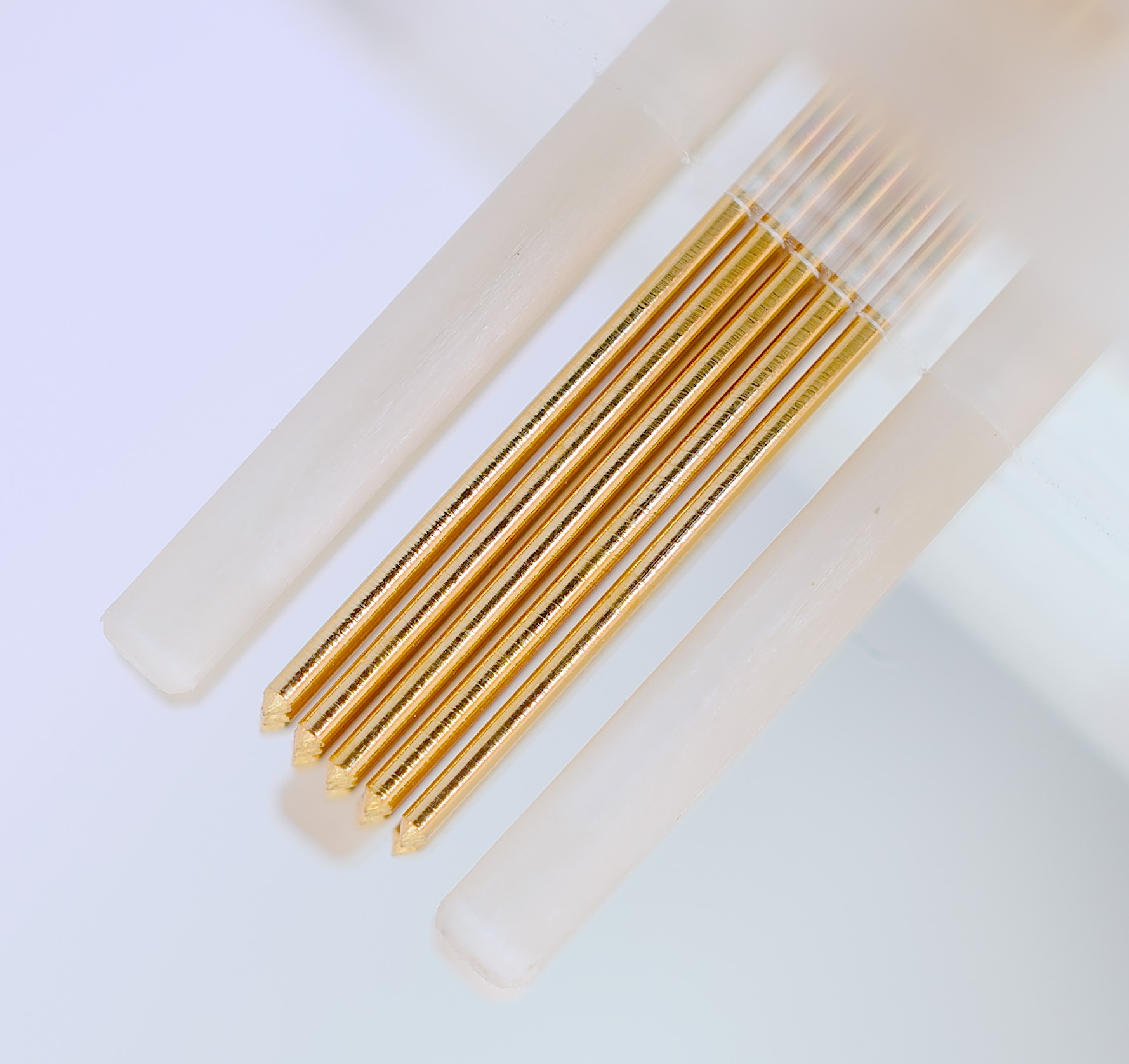
6 mm senkrechter Starrnadelaustritt, flankiert mit ø1 mm Niederhaltern. Nadel: ø0.3 mm, Pitch 0,4 mm

Die im Adapter schräg(!) verlaufenden Starrnadeln können auch so ausgelenkt werden, dass sie senkrecht aus dem Adapter austreten. Durch diese Technologie wird das Taumelspiel der Starrnadel minimiert, und es kann auf kleinere Testpunkte und näher an elektronischen Bauelementen kontaktiert werden. Mit dieser Adapterbauweise können 0,5 mm neben den Starrnadeln auch Niederhalter positioniert werden, um den Prüfling beim doppelseitigen Kontaktieren optimal abzustützen.

## Standzeiten
Die Kontaktierspitze der Starrnadeln wird durch das Kontaktieren mit der Zeit abgeflacht. Die Standzeit hängt vor allem vom zu kontaktierenden Material und von der eingesetzten Prüfkraft vom Federstift ab. Unter optimalen Bedingungen werden etwa 500.000 Kontaktierungen erreicht.
Die im Rasterkopf eingebetteten Federstifte sind vor größeren Querkräften und Verschmutzungen geschützt und haben so Standzeiten von weit über einer Million Kontaktzyklen.

## Kombination von feinsten Federstiften und Starrnadeln

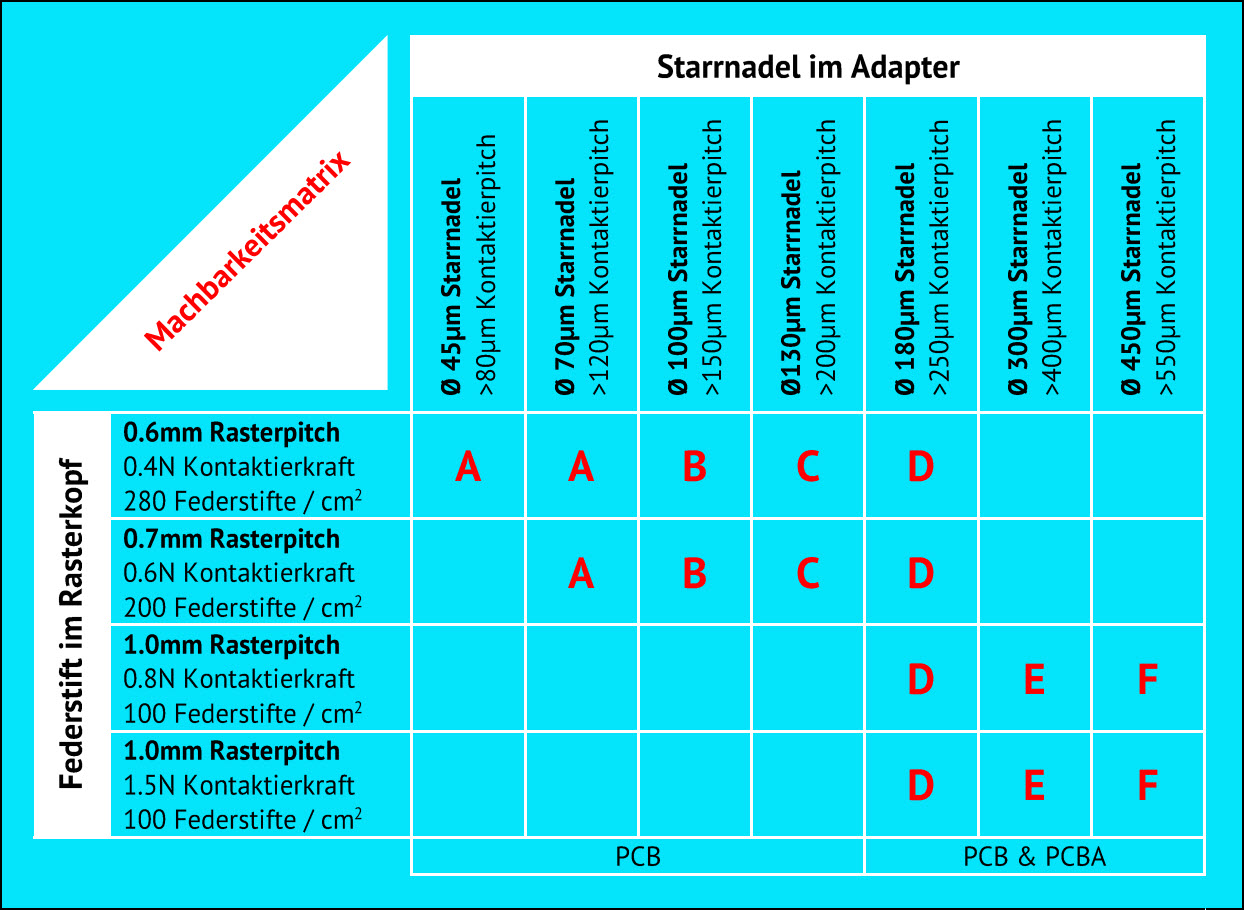
Kombination von feinsten Federstiften und Starrnadeln

Die Kombination von Federstiften und Starrnadeln werden entsprechend den Anforderungen ausgewählt.
Starrnadeladapter für sehr feine Strukturen werden auch als Microadapter (engl. Micro Contacting Adapter, MCA) bezeichnet.
Nebenstehende Tabelle zeigt als Beispiel, welche Federstifte mit welchen Starrnadeln in Microadaptern kombiniert werden können.
Man versucht, möglichst dicke Starrnadeln einzusetzen, da diese stabiler sind. Die Auswahl des größtmöglichen Starrnadeldurchmessers wird vor allem von den vorhandenen Kontaktierabständen vorgegeben.
Der maximal übertragbare Strom I wird meist durch den Federstift oder den Kontakübergang Nadel↔Prüfling begrenzt. Er wird definiert durch die Messleistung (P = I² × R) in den Federstiften und den Starrnadeln (R: Widerstand). Bei zu großen Strömen können die Starrnadeln und Federstifte heiß werden und den Prüfling und die Adaptierung beschädigen. Die in folgender Tabelle angegebenen Werte stammen aus Laborversuchen und geben Richtwerte an.
zulässige Ströme bei 10 ms Dauer
| Fall (s. Abb. oben) | Dauerstrom (ID) | Impulsstrom (II) |
| ------------------- | --------------- | ---------------- |
| A                   | 0,2 A           | 0,4 A            |
| B                   | 0,3 A           | 0,9 A            |
| C                   | 0,6 A           | 1,8 A            |
| D                   | 1,0 A           | 3,0 A            |
| E                   | 2,0 A           | 6,0 A            |
| F                   | 3,0 A           | 9,0 A            |

zulässige Spannungen:
Die mögliche Prüfspannung kann nur grob berechnet werden, da hier die Luftfeuchtigkeit eine große Rolle spielt. Nach einer Faustregel erfordert eine Spannung von 1000 Volt einen seitlichen Abstand von etwa 1 mm. Mit dieser Faustregel kann folgende Formel für die Nadelabstände aufgestellt werden:
Maximale Spannung = 1000 V/mm × (Pitch – Nadeldurchmesser)
Beispiel: Ein Pitch von 0,2 mm wird mit einem Nadeldurchmesser von 0,13 mm kontaktiert. Die maximale Prüfspannung ist dann:
1000 V/mm × (0,2 mm – 0,13 mm) = 70 V.

## Testen mit Starrnadeladaptern
Leiterplatten werden zu verschiedenen Zeitpunkten kontaktiert, damit die Qualität der einzelnen Prozessschritte kontrolliert werden kann.
Unbestückte Leiterplatten werden meist auf Kurzschlüsse und Unterbrechungen kontrolliert (s. u.), damit nicht später defekte Leiterplatten mit teuren Komponenten bestückt werden.
Nach dem Bestücken der Leiterplatten können Komponenten programmiert und mit dem In-Circuit-Test kontrolliert werden (s. u.).
Zum Schluss wird beim Funktionstest die komplette Funktion der Schaltung kontrolliert.
Durch den Einsatz eines Starrnadeladapters bei diesen Tests kann die benötigte Testfläche auf ein Minimum reduziert und so die Herstellkosten minimiert werden.

### Kontaktieren von unbestückten Leiterplatten
Bei unbestückten Leiterplatten kann der Adapter dicht beim Prüfling positioniert werden, so dass die Starrnadeln nur minimal aus dem Adapter herausragen. Das reduziert das Taumelspiel (Toleranz-Spiel der Starrnadel beim Testpunkt) und ermöglicht kleinere Testpunkte und Testabstände. Der kleinste mögliche Pitch ist somit vor allem von der Starrnadel-Dicke abhängig und liegt bei 80 µm.

### Kontaktieren von bestückten Leiterplatten
Bei bestückten Leiterplatten wird die Bauteilhöhe mit dem Starrnadelaustritt überwunden. Die Austrittslänge beeinflusst die benötigte Dicke und das Taumelspiel der Starrnadel.
Parameter für das Kontaktieren von bestückten Substraten mit einem Starrnadeladapter:
- Nadelaustritt 0 mm – 2 mm (Hub) ermöglicht den Test auf 0,10 mm Teststrukturen mit einem Pitch von 0,25 mm
- Nadelaustritt 2 mm – 4 mm ermöglicht den Test auf 0,12 mm Teststrukturen mit einem Pitch von 0,40 mm
- Nadelaustritt 4 mm – 6 mm ermöglicht den Test auf 0,15 mm Teststrukturen mit einem Pitch von 0,40 mm.

Höhere Bauteile werden im Adapter ausgespart, so dass die Distanz von Adapter zu Leiterplatte möglichst klein gehalten werden kann.
Durch die Reduktion der Testpunktgröße (Durchmesser) von z. B. 0,8 mm auf 0,2 mm (Faktor 4) kann die reine Testfläche um das 4²=16-fache reduziert werden.

### Doppelseitiges Kontaktieren von Leiterplatten

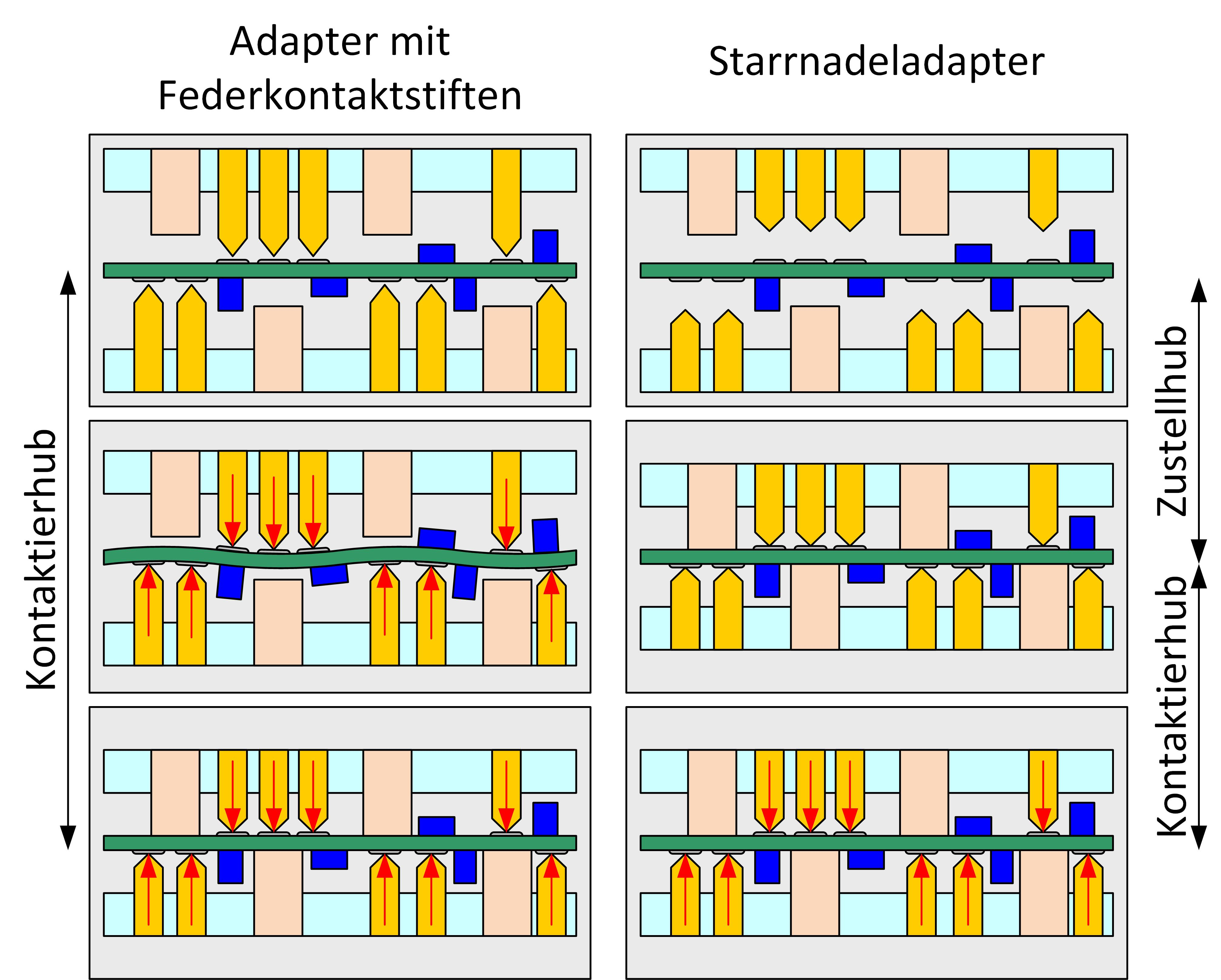
Leiterplattenbelastung beim Kontaktieren

Beim Starrnadeladapter erfolgt die Kontaktierung in zwei Hüben:
- mit dem Zustellhub wird der Adapter mit den Niederhaltern an die Leiterplatte herangefahren, so dass diese optimal unterstützt wird.
- beim folgenden Kontaktierhub wird die Prüfkraft von den Federkontaktstiften über die Starrnadeln auf die Leiterplatte gebracht.

Durch diese geregelte Reihenfolge wird die Leiterplatte so schonend wie möglich kontaktiert.
Als Vergleich üben bei einem konventionellen Adapter die Federkontaktstifte fast ihre volle Kontaktkraft aus, bevor die Niederhalter überhaupt die Leiterplatte unterstützen können. Das führt in diesem kurzen Zeitabschnitt zu einer starken Deformation und somit zu größeren Belastungen der Leiterplatte (vgl. Abb.).

## Einsatzmöglichkeiten
Durch die Miniaturisierung werden die Leiterzüge auf Leiterplatten immer schmaler. Sie können dann oft nicht mehr mit konventionellen Federstiftadaptern kontaktiert werden.
Starrnadeladapter können in folgender Weise angewandt werden:

### Mit Vakuumadapter

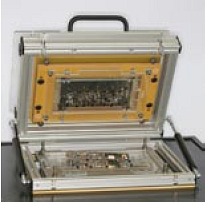
Einsatz im Vakuumadapter

Kompakte Starrnadeladapter können in einen Vakuumadapter integriert werden. Das Vakuum wird für den Hub genutzt, der Prüfling selbst ist in einer vakuumfreien Zone. Die Adapter können ein- oder doppelseitig und auch als 2-Stufenkontaktierung für getrennten In-Circuit-Test und Funktionstest ausgebaut werden.

### In Fertigungsstraßen

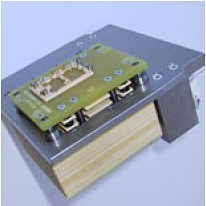
Einsatz im Inline-System

Starrnadeladapter werden in halb- und vollautomatischen Handlingsystemen für die Prüfung von unbestückten und bestückten Leiterplatten eingesetzt. Der Kontaktierpitch ist < 0,4 mm.

### Als Chip-Adapter

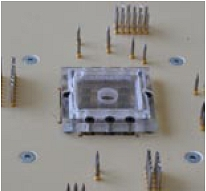
Einsatz als Chipadapter

Starrnadeladapter können (ggf. in Kombination mit konventioneller Adaptertechnik) bereits bestückte ICs kontaktieren.

### Als Steckeradapter

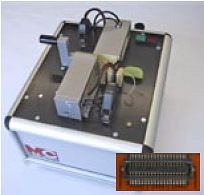
Einsatz als Steckeradapter

Beim Kontaktieren von kleinen Steckern auf Schaltungsträgern erfolgt die Führung des Adapters meist über das Steckergehäuse, dadurch werden die Toleranzen von Träger und Montage aufgehoben. Der Vorteil ist, dass kleinste Stecker direkt kontaktiert werden können und die Kontakte nicht über einen Gegenstecker abgegriffen werden müssen, der oft nach 20 bis 30 Steckzyklen ausgetauscht werden muss.

### Im Lasertrimmer

Einsatz im Lasertrimmer

Der Starrnadeladapter kann auch im Lasertrimmer eingesetzt werden. Dabei fährt der Adapter unter das Substrat und stützt es von unten ab. Von oben wird eine Dichtung auf das Substrat gedrückt und dann in der Druckkammer der nötige Gegendruck zu den Starrnadeln aufgebaut. Ist dieser Gegendruck vorhanden, kann der Adapter auf der Bestückungsseite alle Messstellen auf einmal kontaktieren. Durch die Druckkammer können alle Widerstände innerhalb der Druckkammer gleichzeitig kontaktiert werden, wodurch das Lasertrimmen effizienter wird.

### Überblick / Vergleich der Eigenschaften
| Einsatz          | Kontaktieren auf | Kontaktieren auf | Kontaktieren auf | Kontaktierung | Kontaktierung | Größe Kontaktpad                                                         | Testpunkte/cm²                  | Besonderheiten                                                                                              |
| Einsatz          | Microvias        | Testpads         | Mikrostecker     | einseitig     | doppelseitig  | Größe Kontaktpad                                                         | Testpunkte/cm²                  | Besonderheiten                                                                                              |
| ---------------- | ---------------- | ---------------- | ---------------- | ------------- | ------------- | ------------------------------------------------------------------------ | ------------------------------- | --- |
| Vakuumadapter    | ja               | ja               | ja               | ja            | ja            | > 400 µm (bei Zentrierung über Fangstifte)                               | bis 100 (mit 1-mm-Rasterfeld)   | |
| Fertigungsstraße | ja               | ja               | ja               | ja            | ja            | > 70 µm (mit optischer Zentrierung) > 300 µm (ohne optische Zentrierung) | bis 280 (mit 0,6-mm-Rasterfeld) | |
| Chip-Adapter     |                  | ja               |                  | ja            | ja            | > 250 µm Kontaktierpitch > 400 µm                                        | bis 280                         | |
| Steckeradapter   |                  |                  |                  | ja            | ja            | Steckerkontakt > 150 µm                                                  | bis 200                         | - Kontaktieren direkt auf die Steckerkontakte - pneumatische Hubauslösung                                   |
| Lasertrimmer     |                  |                  |                  |               |               | > 70 µm Kontaktierpitch > 150 µm                                         | bis 280                         | - Gleichzeitiges Kontaktieren aller Messstellen - Trimmen aller Widerstände ohne neue Kontaktpositionierung |

## Staggering

Staggering

Das Ziel von Staggering ist es, feinste Strukturen mit möglichst dicken Starrnadeln prüfen zu können. Beim Staggering werden die Kontaktierpunkte versetzt zueinander auf den Leiterplatten angeordnet, so dass sie möglichst weit voneinander entfernt liegen. Dabei kann gemäß dem Satz des Pythagoras bei einem großen Abstand C (Dicke der Nadeln und Isolationsabstand) ein relativ kleiner Abstand A der Kontaktstellen erreicht werden.
Der Pitch, der bei einer solchen Anwendung realisiert werden kann, setzt sich aus den skizzierten Distanzen A und B wie folgt zusammen:
{\displaystyle C={\sqrt {A^{2}+B^{2}}}}

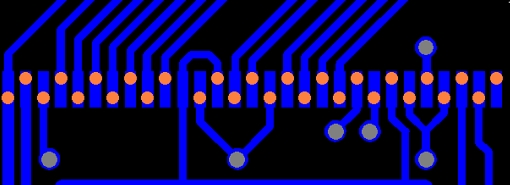
Beispiel von Staggering

Setzt man Staggering bei einem Fine-Pitch ein, so ist das Kontaktieren folgender Abstände möglich:
| Starrnadeldurchmesser | Pitch ab |
| --------------------- | -------- |
| 0,60 mm               | 0,70 mm  |
| 0,45 mm               | 0,55 mm  |
| 0,30 mm               | 0,40 mm  |
| 0,18 mm               | 0,25 mm  |
| 0,13 mm               | 0,20 mm  |
| 0,10 mm               | 0,15 mm  |
| 0,07 mm               | 0,12 mm  |
| 0,04 mm               | 0,08 mm  |